# Weissia longifolia
Weissia longifolia, auch Langblättriges Perlmoos genannt, ist eine Laubmoosart aus der Familie Pottiaceae. 

## Merkmale
Die niederwüchsige Art bildet gelblichgrüne oder grüne, lockere, oft kleinflächige Rasen. Die Pflanzen sind wenige Millimeter, höchstens bis etwa 1 Zentimeter groß und einfach oder verzweigt. Die Blätter sind lanzettlich bis linear-lanzettlich, in eine lange Spitze verschmälert, feucht aufrecht abstehend, trocken stark gekräuselt. An der Stämmchenspitze sind sie schopfartig gehäuft und größer als im unteren Teil des Stämmchens. Die Blattränder sind nach oben zu deutlich eingerollt. Die kräftige Blattrippe tritt oben als Stachelspitze aus. Im oberen Blattteil ist die Rippe ventral mit kurzen, grünen Zellen bedeckt. Die Blattzellen sind im oberen Blattteil rundlich-quadratisch, dicht papillös und 8 bis 10 Mikrometer groß, an der Blattbasis sind sie rechteckig, glatt und hyalin.
Die Geschlechterverteilung ist autözisch. Sporenkapseln sind regelmäßig vorhanden. Die Seta ist nur etwa 0,5 Millimeter lang, die Kapsel ist kugelig bis eiförmig und in die Blätter eingesenkt. Der Kapseldeckel ist kurz kegelförmig, wenig ausdifferenziert und löst sich bei der Sporenreife nicht von der Kapsel. Ein Peristom fehlt. Die Sporen werden durch den Zerfall der Kapselwand frei, sie sind papillös und 16 bis 25 Mikrometer groß.

## Standortansprüche
Das Moos ist pionierfreudig, konkurrenzschwach und kurzlebig. Es besiedelt lichtreiche bis halbschattige, trocken-warme bis frische, oft kalkreiche, auch kalkarme, offenerdige Stellen in Wiesen, Weiden, Trockenrasen, an Wegböschungen, Feldrainen, in lichten Gebüschen, Weingärten und Brachäckern, in Steinbrüchen oder auf Mauern.

## Verbreitung
Die Art ist in Europa (samt den Kanarischen Inseln), Teilen Asiens und in Nordafrika beheimatet. In Europa liegt die Verbreitungsgrenze im Norden in Irland, Schottland und Südskandinavien, im Süden im Mittelmeergebiet. In Mitteleuropa ist sie in den tieferen Gebirgslagen zerstreut und steigt selten bis in die hochmontane Stufe. Im Flachland ist sie sehr selten.